# Paul Reiss
Paul Reiss (* 5. Mai 1846 in Soden; † 3. Juli 1926 in Frankfurt am Main) war ein Frankfurter Rechtsanwalt und Mäzen.

## Leben
Paul Reiss war der jüngste Sohn des erfolgreichen Frankfurter Kaufmanns und Mäzens Enoch Reiss (1802–1865). Paul Reiss studierte ab Herbst 1865 an der Georg-August-Universität Rechtswissenschaft. Im Corps Hannovera Göttingen war er sieben Semester aktiv. Er klammerte dreimal die Zweite Charge und zweimal als Erste Charge. In dieser Zeit machte er sich mit der außergewöhnlichen Anzahl von 56 ausgetragenen Bestimmungsmensuren als sogenannter SC-Fechter einen über Göttingen hinausreichenden Namen. 
Seine Erinnerungen an seine Studienzeit bis 1869 hielt er autobiografisch fest. Mit dem Tode seines Vaters erhielt er das von diesem in Bad Soden erbaute Haus Reiss. Er setzte auch die besondere Förderung des Taunusbades in Nachfolge seines Vaters für die Familie fort. Beruflich ließ er sich nach den Staatsexamen und der Promotion zum Dr. iur. als Rechtsanwalt in Frankfurt am Main nieder. Reiss wurde preußischer Justizrat und wie schon sein Vater und später auch einer seiner Söhne Ehrenbürger von Bad Soden am Taunus. In Bad Soden ist auch eine Straße nach ihm benannt.
Mit seiner Frau Fanny geb. Goedecke hatte er drei Söhne, den 1933 in die Schweiz emigrierten Professor der Psychiatrie Eduard Reiss (1878–1957), die Juristen Adolf Reiss (1877–1962) und Carl Reiss (1880–1924) sowie eine Tochter. Alle drei Söhne wurden im Laufe ihres Studiums in Göttingen ebenfalls Mitglied des Corps Hannovera.